# Hemonia orbiferana
Hemonia orbiferana är en fjärilsart som beskrevs av Walker 1863. Hemonia orbiferana ingår i släktet Hemonia och familjen björnspinnare. Inga underarter finns listade i Catalogue of Life.